# 蒙蒂尼昂戈埃勒
蒙蒂尼昂戈埃勒（法語：Montigny-en-Gohelle，發音：[mɔ̃tiɲi ɑ̃ ɡɔɛl]，意为“在戈埃勒地区的蒙蒂尼”）是法国上法蘭西大區加来海峡省的一个市镇，属于朗斯区。

## 地理
蒙蒂尼昂戈埃勒（50°25'40"N, 2°55'47"E）面积3.5 平方千米，位于法国上法蘭西大區加来海峡省，该省份为法国北部沿海省份，西北濒北海，南至索姆省，东临北部省。
与蒙蒂尼昂戈埃勒接壤的市镇（或旧市镇、城区）包括：库里耶尔、埃南-博蒙、比利蒙蒂尼、富基耶尔莱朗斯。
蒙蒂尼昂戈埃勒的时区为UTC+01:00、UTC+02:00（夏令时）。

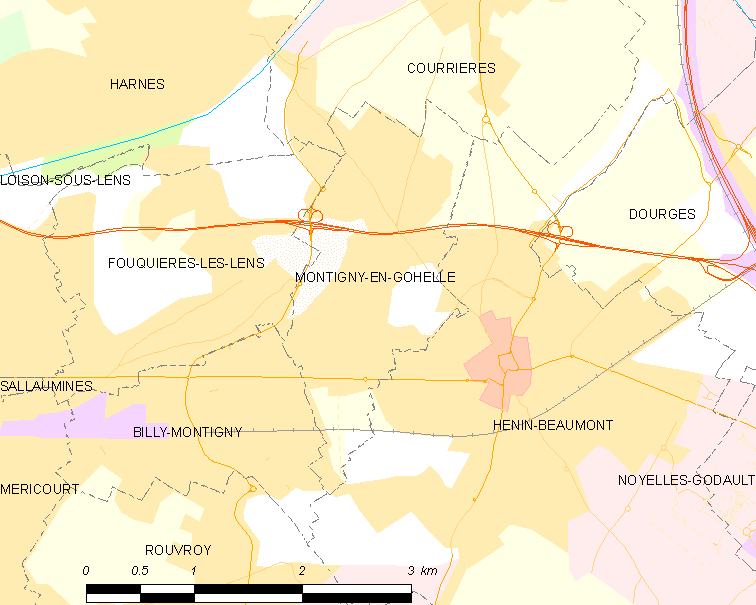
蒙蒂尼昂戈埃勒的OSM定位图

## 行政
蒙蒂尼昂戈埃勒的邮政编码为62640，INSEE市镇编码为62587。

## 政治
蒙蒂尼昂戈埃勒所属的省级选区为埃南-博蒙第一县。

## 人口

1962-2008年间蒙蒂尼昂戈埃勒人口变化图示

蒙蒂尼昂戈埃勒于2022年1月1日时的人口数量为9667人。